# Vojna znanost
Vojne znanosti ili Vojna znanost) je termin koji se koristi za organizirani sustav znanja o pripremi i vođenju rata. Vojna znanost istražuje i objašnjava zakonitosti u njegovom bitnom elementu - oružanoj borbi uključujući sve ostale čimbenike koji utječu na njen ishod. 
Povezana je s drugim znanostima (političke, ekonomske i tehničke znanosti, biologija, fizika, geografija i dr.) te uzima u obzir njihova postignuća koja se odnose na oružanu borbu. Vojna znanost također proučava njihovu teoriju i praksu. 
Dostignuća vojnih znanosti polazna su osnova za izgradnju oružanih snaga i drugih komponenata važnih za vođenje rata.